# Ronde van Limburg 2017 (België)
De Ronde van Limburg vond in 2017 plaats op zondag 11 juni 2017. Het was de 71ste editie van deze Belgische eendagswielerwedstrijd. 
De wedstrijd startte en finishte in Tongeren. Het parcours voerde de renners over een heuvelachtig traject met meerdere lokale rondes en bekende beklimmingen zoals de Keiberg, Kolmontberg en Zonneberg. In totaal legden de renners ongeveer 200 kilometer af. De wedstrijd was onderdeel van de UCI Europe Tour 2017, in de categorie "1.1".
De overwinning ging naar de Belg Wout van Aert (Veranda's Willems-Crelan), die na een sterke koers solo als eerste over de streep kwam in een tijd van 4 uur, 44 minuten en 40 seconden. Hij bleef de Fransman Dorian Godon (Cofidis) en landgenoot Gianni Vermeersch (Beobank - Corendon) voor, die de overige podiumplaatsen bezetten. De top tien werd verder aangevuld door onder andere Benjamin Thomas, Etienne van Empel en Lars van der Haar, wat de internationale uitstraling van de koers onderstreepte.

## Uitslag (top 10)
1. 🇧🇪 Wout van Aert – Veranda's Willems-Crelan – 4u44'40"
2. 🇫🇷 Dorian Godon – Cofidis – z.t.
3. 🇧🇪 Gianni Vermeersch – Beobank-Corendon – z.t.
4. 🇫🇷 Benjamin Thomas – Armée de Terre – z.t.
5. 🇳🇱 Etienne van Empel – Roompot-Nederlandse Loterij – +6"
6. 🇧🇪 Joeri Stallaert – Cibel-Cebon – +13"
7. 🇳🇱 Lars van der Haar – Telenet-Fidea Lions – z.t.
8. 🇧🇪 Michaël Van Staeyen – Cofidis – z.t.
9. 🇫🇷 Steven Tronet – Armée de Terre – z.t.
10. 🇬🇧 Mark McNally – Wanty-Groupe Gobert – z.t.

## Deelnemende ploegen
Er namen diverse continentale en professionele continentale teams deel, waaronder:
- Veranda’s Willems-Crelan
- Wanty-Groupe Gobert
- Roompot-Nederlandse Loterij
- WB Veranclassic Aqua Protect
- ...en andere Belgische en Nederlandse continentale teams.